# イクシュヴァーク
イクシュヴァーク（サンスクリット: इक्ष्वाकु Ikṣvāku）は、インド古代の伝説的なアヨーディヤー王で、日種の祖とされる。パーリ語ではオッカーカ（Okkāka）、漢訳仏典では甘蔗王（かんしょおう）と呼ばれる。

## 伝承
イクシュヴァークのイクシュ（ikṣu）とは甘蔗（サトウキビ）を意味する。
中世のプラーナ文献の多くは日種の王統を載せている。それらによれば、イクシュヴァークは現在のマヌであるヴァイヴァスヴァタの長男であり、ヴァイヴァスヴァタは太陽神ヴィヴァスヴァットの子である。さらに太陽神はアーディティヤ神群に属するためカシュヤパとアディティの子であり、カシュヤパはプラジャーパティのひとりであるマリーチの子、プラジャーパティはブラフマーの子とされるため、ブラフマーからの系図は以下のように書ける。
- ブラフマー - マリーチ - カシュヤパ - ヴィヴァスヴァット - ヴァイヴァスヴァタ - イクシュヴァーク

イクシュヴァークはアヨーディヤーを首都として日種王朝を創始した。イクシュヴァークの子孫についてプラーナ文献では2つの説があり、第1の説ではイクシュヴァークにはヴィククシ（シャシャーダとも）、ニミ（ネーミ）、ダンダ（ダンダカ）ら100人の子があったが、長男のヴィククシがアヨーディヤの王家を継承し、残る50人は北インドを、48人は南インドを治めた。またニミは東のヴィデーハに王朝を開いた。第2の説もヴィククシが長男であった点は同様だが、ヴィククシの子のうち15人がメール山の北を、114人が南を治めたとする。
イクシュヴァークの名は『リグ・ヴェーダ』10.60.4と『アタルヴァ・ヴェーダ』19.39.9に見えている。後者ではマヌに関係する人物のようである。
『ラーマーヤナ』の主人公であるラーマは日種に属し、したがってイクシュヴァークの末裔である。『ラーマーヤナ』の中ではブラフマー神からラーマにいたる日種族の系図を2か所に載せている(1.70, 2.110)。
釈迦族もイクシュヴァークの子孫と伝えられる。パーリ仏典ではイクシュヴァークはオッカーカと呼ばれている。『仏本行集経』の伝説では、大茅草王は王位を捨てて出家したが、白鳥とまちがわれて射られて死んだ。しかし地面に落ちた血から2本の甘蔗が生え、中から童子と童女が出てきた。人々は童子を王位につけた。これが甘蔗王であるという。
『カルパ・スートラ』によればジャイナ教の24人のティールタンカラはすべてイクシュヴァークの一族の出身であったという。最初のティールタンカラであるリシャバはとくに甘蔗に関する伝説がある。リシャバは初めて出家した人物であるため、人々は彼に対して何をしたらいいのかわからなかった。最後にシュレーヤンサ王子が甘蔗の汁を施し物として与えた。ヴァイシャーカ月の白分3日に行われるアクシャヤ・トリティーヤ（英語版）という宗教行事はこのことを記念する。